# The Perfect Find
The Perfect Find ist eine US-amerikanische Liebeskomödie von Numa Perrier, die auf einem gleichnamigen Roman von Tia Williams basiert. Der Film erzählt die Geschichte einer 40-jährigen, karriereorientierten Frau, gespielt von Gabrielle Union, die für eine Romanze mit dem 20-jährigen Sohn ihrer Chefin, gespielt von Keith Powers, alles riskiert. The Perfect Find feierte im Juni 2023 beim Tribeca Film Festival seine Premiere und wurde wenige Tage später in das Programm von Netflix aufgenommen.

## Handlung
Die 40-jährige Jenna Jones hat eine steile Karriere hingelegt. Nach ihrer Entlassung wechselt sie ins Mode-Business und schreibt hier als Journalistin ihre Artikel. Ihre neue Chefin bei dem Online-Modemagazin ist ihre alte Freundin Darcy Vale. Deren Sohn Eric dreht die Videos für das Unternehmen. Jenna verliebt sich in den charmanten und viel jüngeren Kollegen und stürzt sich in eine leidenschaftliche und lustvolle, geheime Romanze mit ihm. Nicht nur ihr neuer Job gerät damit in Gefahr. Jenna wird nicht jünger und ihr Bankkonto nicht voller. Jenna muss sich entscheiden, ob sie alles für diese Romanze riskiert.

## Produktion
Der Film basiert auf dem Roman The Perfect Find von Tia Williams aus dem Jahr 2016. Regie führte Numa Perrier. Der Roman von Williams wurde von Leigh Davenport für den Film adaptiert.
Gabrielle Union spielt Jenna Jones, Gina Torres ihre alte Freundin und neue Chefin Darcy Vale und Keith Powers deren Sohn Eric, mit dem Jenna eine Romanze beginnt. Für Powers ist es die erste Hauptrolle. Zuvor hatte er eine kleine Rolle in Straight Outta Compton aus dem Jahr 2015 und war regelmäßig in der Miniserie The New Edition Story zu sehen. D. B. Woodside spielt Brian, mit dem Jenna zehn Jahre lang zusammen war. Janet Hubert ist in der Rolle ihrer Mutter Monica zu sehen und Aisha Hinds und Alani „La La“ Anthony in den Rollen ihrer besten Freundinnen Billie und Elodie. Latoia Fitzgerald spielt eine junge Designerin. In Cameo-Auftritten sind Romanautorin Williams, Drehbuchautorin Davenport und Regisseurin Perrier als Models für Jennas und Erics Vintage-Kampagne zu sehen.
Die Rechte am Film sicherte sich Netflix. Der erste Trailer wurde im Mai 2023 vorgestellt. Die Premiere war am 14. Juni 2023 beim Tribeca Film Festival. Am 23. Juni 2023 wurde der Film in das Programm von Netflix aufgenommen.

## Synchronisation
Die deutsche Synchronisation entstand nach einem Dialogbuch und der Dialogregie von Christian Weygand und Matthias Ransberger im Auftrag der FFS Film- & Fernseh-Synchron GmbH, München.
| Schauspieler          | Rollenname | Synchronsprecher  |
| --------------------- | ---------- | ----------------- |
| Gabrielle Union       | Jenna      | Maren Rainer      |
| Keith Powers          | Eric       | Leonard Hohm      |
| Gina Torres           | Darcy      | Carin C. Tietze   |
| D. B. Woodside        | Brian      | Alexander Brem    |
| Aisha Hinds           | Billie     | Kathrin Gaube     |
| Janet Hubert          | Monica     | Ursula Berlinghof |
| Alani „La La“ Anthony | Elodie     | Angela Wiederhut  |
| Godfrey               | Jimmy      | Markus Pfeiffer   |

## Rezeption

### Kritiken
Von den bei Rotten Tomatoes aufgeführten Kritiken sind 70 Prozent positiv.

### Auszeichnungen
Tribeca Film Festival 2023
- Auszeichnung als Bester Film mit dem Publikumspreis[11]